# 종5품
종5품은 고려와 조선의 품계 중 제10등급의 품계이다.

## 조선
부교리, 승문원교리·교서관교리, 사어(司禦)·별좌·판관·영·기주관·좌권독·우권독·부사직·현령 등.